# بی‌بی‌سی میوزیک
بی‌بی‌سی میوزیک (انگلیسی: BBC Music) بخش موسیقی بی‌بی‌سی است که مسئولیت تولید، نظارت کیفی و پخش موسیقی را در سرتاسر این رسانهٔ بریتانیایی به عهده دارد. مدیر فعلی بی‌بی‌سی میوزیک، باب شنن است که رئیس رادیو بی‌بی‌سی ۲ هم است.
بی‌بی‌سی میوزیک به‌طور رسمی، بخشی از رادیو بی‌بی‌سی است و زیر نظر مستقیم هلن بودن (رئیس بخش رادیو بی‌بی‌سی) اداره می‌شود. این بخش کارش را از ساعت ۸ شب هفتم اکتبر ۲۰۱۴ با پخش بازخوانی ترانهٔ «فقط خدا می‌دونه» توسط هنرمندانی چون کریس مارتین، کلدپلی، استیوی واندر، کایلی مینوگ، دیو گرول، فو فایترز، التون جان، فارل ویلیامز و وان دایرکشن با همراهی ارکستر بی‌بی‌سی آغاز کرد.